# Festung Thyborøn
Festung Thyborøn var en försvarsanläggning som byggdes av den tyska ockupationsmakten vid Thyborøn på Danmarks västkust. Den omfattade 106 bunkrar på stranden och i orten Thyborøn och var en del av Atlantvallen.
Fästningsanläggningen längs fiskeläget Thyborøn anlades 1943–1944. Den lilla orten bedömdes under andra världskriget ha ett strategiskt läge, i och med att Thyborøn kontrollerade infarten till Limfjorden.
Festung Thyborøn, med 66 större och 40 mindre bunkrar, uppfördes under uppsikt av den tyska ockupationsmakten av danska byggföretag. Bunkrarna var av olika utformning för att tjänstgöra som logement, radarstationer, depåer eller spaningsposter. Utanför stranden upprättades minspärrar.
Den tyske fältmarskalken Erwin Rommel inspekterade bunkerbygget i Thyborøn i december 1943 och beordrade då att bunkrarna skulle maskeras som byggnader för andra ändamål, såsom tyskarna gjorde i Atlantvallen i Frankrike. Bunkrarna gestaltades så att de liknade bondgårdar och hus i sanddynerna, fabriksbyggnader och sommarhus. Uppdraget att utforma dem gick till den unge arkitekten Poul Morell Nielsen (1919–1990). Denne kopierade samtidigt plandokumenten för britterna och sände dem till London genom den danska motståndsrörelsen. Han blev långt senare känd som "Sköldpaddespionen"
Några av bunkrarna är bevarade, men de flesta har försvunnit i havet eller i sanddynerna. En av bunkrarna har omsorgsfullt restaurerats och inrymmer i dag en utställningslokal för konst. En av de största bunkrarna i Thyborøn byggdes 1944 som kommandocentral för Kriegsmarine. Under det kalla kriget inreddes denna stora bunker till övervakningscentral för Søværnets hemvärn.

## Bildgalleri

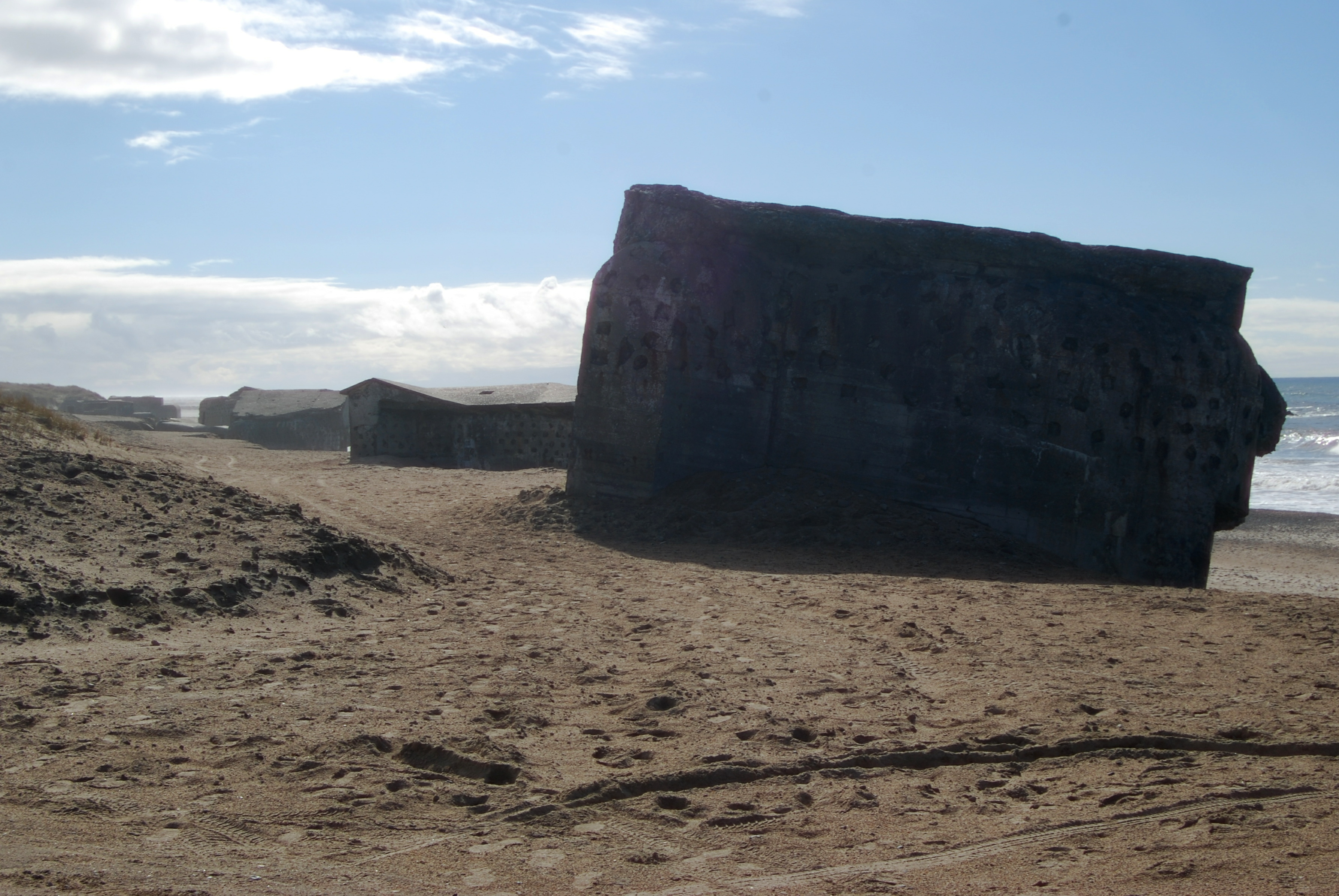
Samling bunkrar på stranden
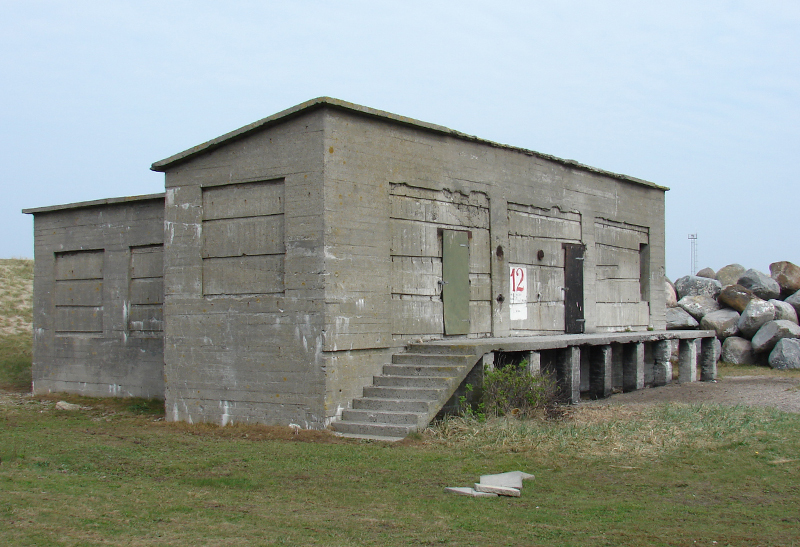
Logementsbunker typ R621, maskerad till lagerbyggnad
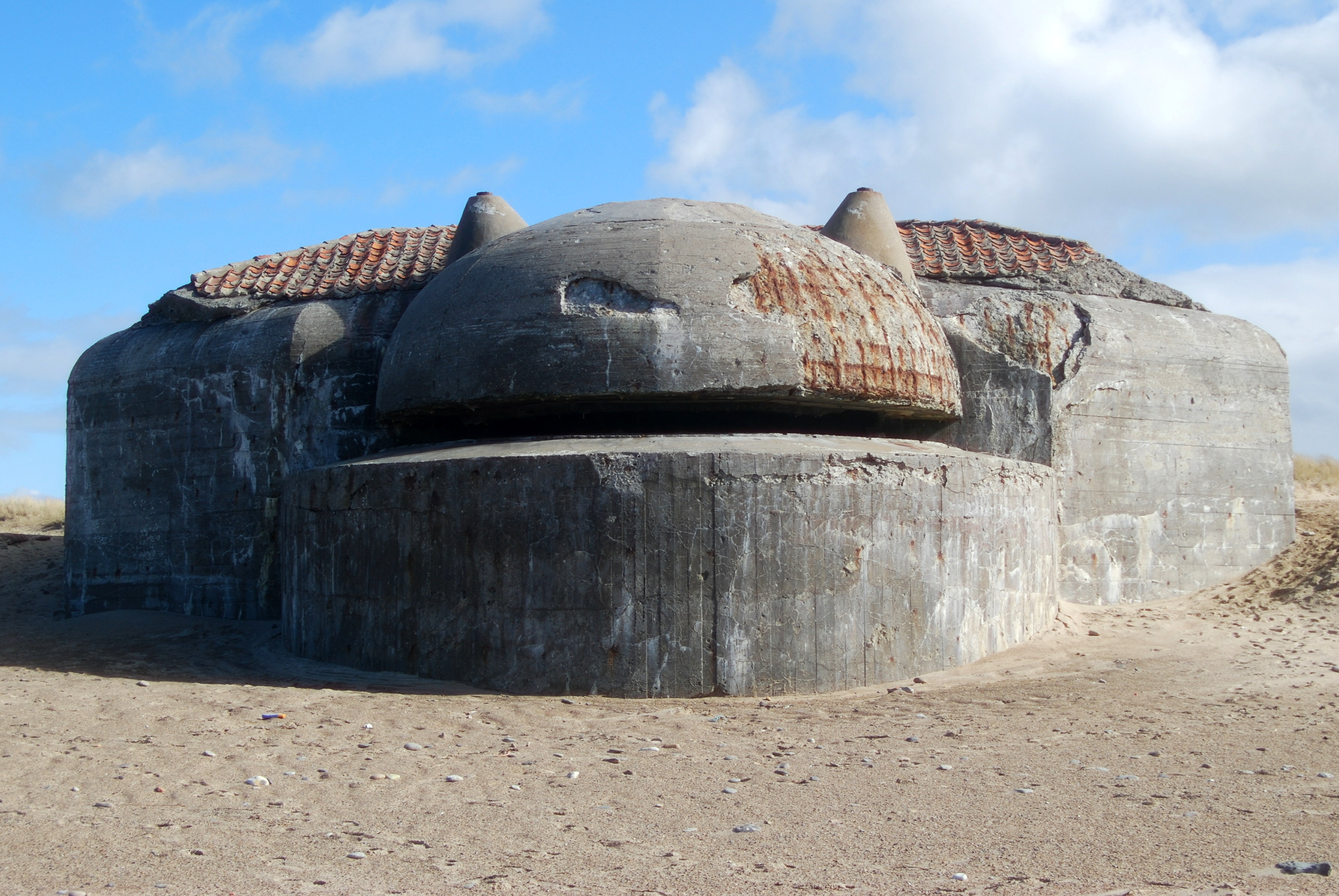
Bunker maskerad till sommarhus med tegeltak
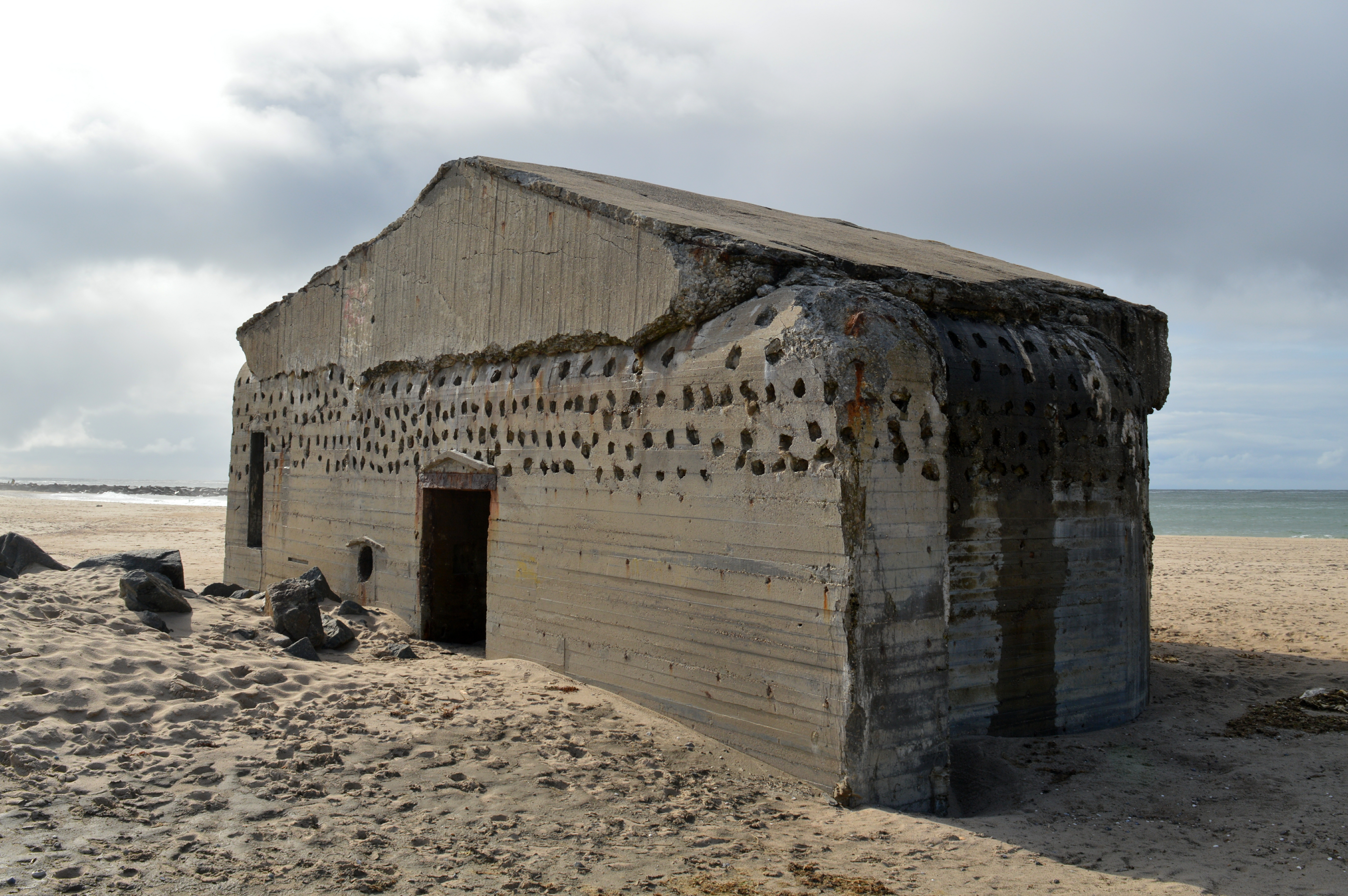
Bunker, maskerad till strandhus
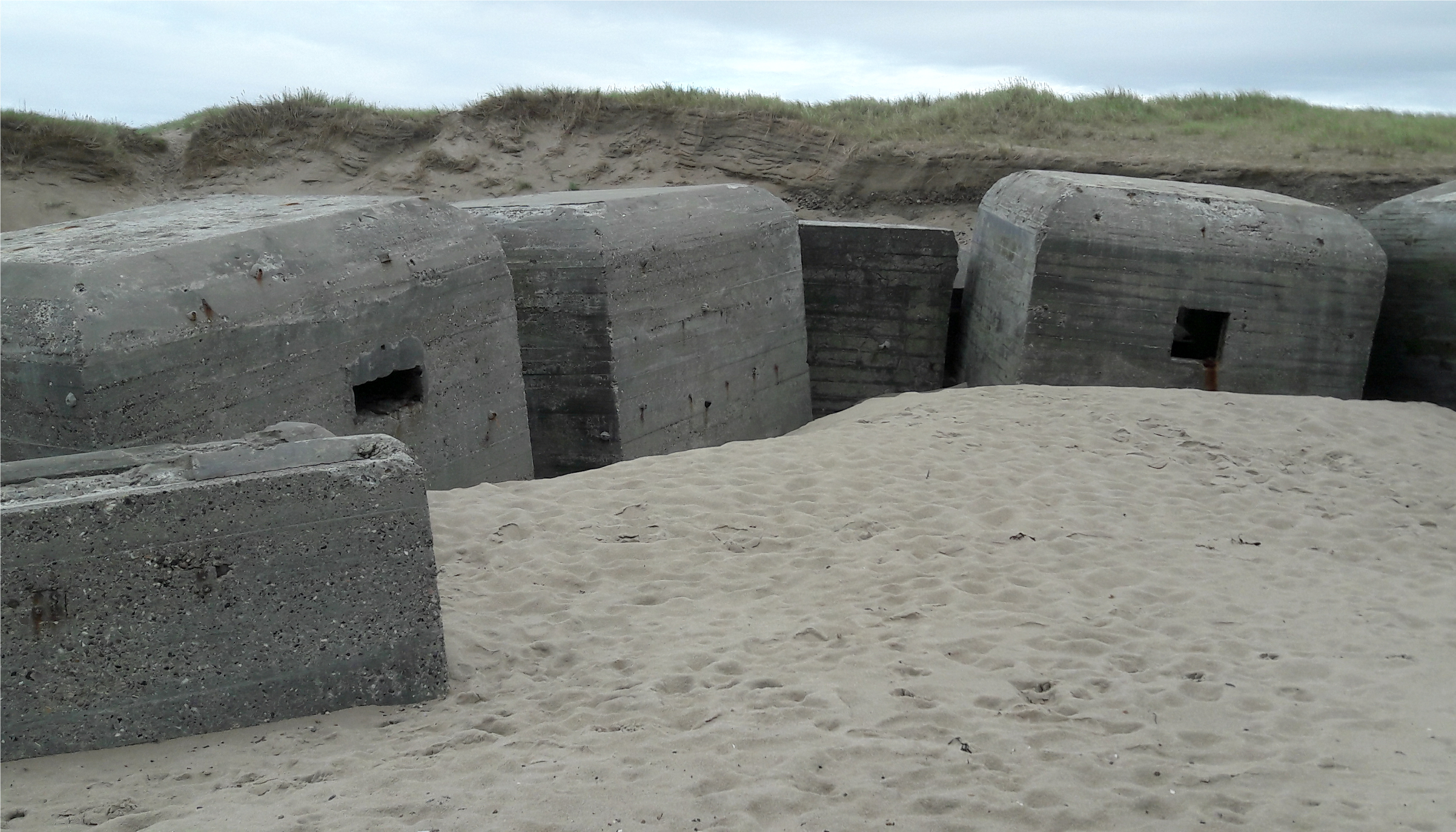
Bunkrar, 2017